# Cabrera (ort i Dominikanska republiken, María Trinidad Sánchez, lat 19,64, long -69,90)
Cabrera är en ort i Dominikanska republiken.   Den ligger i provinsen María Trinidad Sánchez, i den nordöstra delen av landet, 130 km norr om huvudstaden Santo Domingo. Cabrera ligger 22 meter över havet och antalet invånare är 4 947.
Terrängen runt Cabrera är varierad. Havet är nära Cabrera åt nordost.  Närmaste större samhälle är Río San Juan, 17,9 km väster om Cabrera. 